# 小倉山トンネル
小倉山トンネル（おぐらさんトンネル、Ogurasan Tunnel）は、神奈川県相模原市緑区の首都圏中央連絡自動車道（圏央道）にあるトンネルである。

## 概要
- 全長（外回り2,098.5m 内回り2,100.5m）
- 勾配 3%

2014年6月28日の相模原愛川IC - 高尾山IC間の開通と同時に供用を開始した。全長は2.1km。
計画当初、小倉山トンネルが通る区間はトンネル2本（相模原愛川方から430m、1,410m）と橋梁1本（170m）で結ぶ予定であったが、橋梁を通す予定であった谷に神奈川県の業者が1989年 - 1994年の間、建設残土を不法投棄した上に、神奈川県や城山町（当時、現在の相模原市）が地すべりの対策を2007年まで行わなかったことから、当初計画では橋梁が通せないだけでなく、地盤自体に問題が発生することになり、計画変更を検討することになった。
2006年11月に計画変更のための現地調査を行い、切土開削案、トンネル案（不法投棄部分である現地盤にトンネルを通す案）、掘割擁壁案、トンネル案（不法投棄部分の下にある旧地盤にトンネルを通す案）の4つの案の中から検討されることになった。その結果、現地盤に道路を通す前者3案の場合、大規模な地盤改良が必要であり、事業費が嵩むだけでなく、工期も長くなるため、事業費が最も安価で、工期が最も短くなる旧地盤にトンネルを通す案が採用されることになった。この結果、道路の線形は大幅に変更され、当該区間は1本のトンネルで結ばれることになった。
なお、小倉山トンネルは急な上り坂と下り坂があるトンネルであるため、サグによる渋滞が予想されている。このため、トンネルの手前に「速度低下注意」と書かれた注意喚起の看板が掲げられているほか、下り坂から上り坂に変化する部分には速度上昇を喚起する電光表示板が設置されている。

## 隣
C4 首都圏中央連絡自動車道
(33)相模原愛川IC - 小倉山TN - (34)相模原IC